# Isobel Buchanan
Isobel Buchanan (Glasgow, 15 de março de 1954) é uma soprano escocêsa.
Em 1971 ela recebeu a bolsa de estudos para estudar na Academia de Música e Drama Real Escocêsa onde, em 1974, recebeu um prêmio. Assinou um contrato de três anos com a Ópera Australiana em 1975 e, em 1976, fez sua estréia profissional como Pamina na ópera Die Zuberflöte (Mozart). Sua estréia britânica foi em 1978, no Festival da Ópera Glyndebourne, novamente como Pamina, e retornou em 1981 como Condessa Almaviva em Le nozze di Figaro (Mozart).
Em 1978 cantou Micaela em Carmen de Bizet, na Ópera Estatal de Viena, conduzida por Carlos Kleiber, com Plácido Domingo e Elena Obraztsova. Em 1979 ela participou das óperas Werther e Parsifal no Royal Opera House. Desde então ela apareceu nas maiores casas de ópera do mundo e companias, como Ópera Lírica de Chicago, Ópera Nacional Escocêsa Real, Metropolitan Opera, Ópera do Estado Bávaro, Ópera Nacional de Paris, Ópera Estatal de Hamburgo, Ópera de Monte Carlo e a Ópera de Colônia.
Também apresentou-se com os maiores maestros, como Georg Solti, Bernard Haitink, Andrew Davis, Colin Davis, Sergiu Celibidache, John Pritchard, Neville Marriner, Carlos Kleiber e Yehudi Menuhin.
É casada com o ator britânico Jonathan Hyde e tem duas filhas.